# 学芸員
学芸員（がくげいいん）は、日本の博物館法に定められた、博物館（美術館・天文台・科学館・動物園・水族館・植物園なども含む）における専門的職員および、その職に就くための国家資格。

## 概要
学芸員の職については、博物館法（昭和26年法律第285号）の第4条第3項に定めがあり、「博物館に、専門的職員として学芸員を置く」とされている。また、学芸員補という職もあり、学芸員補は、学芸員の職務を助けるために博物館におかれる職である（博物館法第4条第5項・第6項）。なお、ここでいう「博物館」とは、歴史、芸術、民俗、産業、自然科学等に関する資料を扱う機関のことであり、「博物館」の名称を持つ施設のほかにも、美術館なども含まれている。

## 職務
学芸員は、博物館資料の収集、保管、展示及び調査研究その他これと関連する事業についての専門的事項をつかさどる（博物館法第4条第4項）。一般に、学芸員が行う職務の類型は、収集、保管、展示、調査研究、及びその他教育振興などの活動とされ、展示普及においては社会教育施設における教育従事者としての立場も含まれる。
日本の学芸員は、多様な業務を集約して果たさなければならない場合が多い。そのため、館の規模や人員体制などによって多少の差異はあれど、本来の職責である学芸業務以外にも館の庶務業務などを兼任している場合が多い。学術的価値や換金価値の非常に高い資料や作品の運搬、移動、取り扱いとともに、キュレーションに至っては一番作品に肉薄し緊張を迫られる立場にある。展覧会中は、キュレーション・来館者応対などの業務にあたりながらその一方で次の企画展の展開を練り、終了後は次の展示を即座に開始し、その間に常設展示の内容を変えるなど、多種多様かつ専門的な業務を同時並行で進めていることが一般的である。
また博物館友の会などの運営や舘に関連する研究会・サークルなどの運営なども学芸員の業務となっていることも多い。
学芸員の研究活動は、主に(一次)資料や作品、標本の蓄積と管理である。特に、分類の基準となる資料（分類学でいうタイプ標本）の保管は、博物館の国際的責務となる。博物館は館の方針にもよるが、基本的には大規模な博物館であっても、国際的な記録（インベントリー）事業のほかに，館の設置場所周辺の資料・標本蓄積業務を伴っている。（博物館法第一章第三条第九項などによる）
館の規模が小規模である場合であっても学芸員の中核的な専門分野については、より深化した分類学的研究を行うため、比較研究を全地球規模で展開せざるを得ず、地域にとらわれず大規模な資料収集が行われることになることが多い。つまり、博物館の学芸員はその館の設立母体である自治体の範囲、及び、その地域と関連の深い地域を対象として、資料や作品・標本や文献資料を収集、整理、研究を行い、なおかつ自分自身の専門分野に関しては、より専門的な研究に当たるということが多く、また、一部の特定のテーマを持つ博物館では、そのテーマに関して国際的な資料収集を行っているケースが多い。
こういった業務の性質上、学芸員は博物学や分類学に関してある程度専門的なトレーニングを受けた者が就くことが望ましいが、現在そのようなトレーニングを受けた者が少なく、また、受けていても今度は学芸員資格を有していない事や、博物館に地域の環境教育の拠点としての機能が強く求められるようになり、そうした専門性を期待できる学芸員が必要とされてきていることなどもあって、各分野の学位を持った専門職員が学芸担当の職に就くことも多くなっている。

## 配置
大規模な博物館では、学芸員→主任学芸員→専門学芸員→上席学芸員→課長→副館長→館長という、研究所の研究者と同様な職階を持つ場合がある。しかし、館そのものや運営母体の予算不足などの様々な要因により学芸員の数が不足しているところもあり、また、学芸担当職員はいるが学芸員としての資格を持っていないケースもある。博物館類似施設などは学芸員のいない施設もある。しかし、学芸員の配置は、博物館法に定めるところの登録博物館、あるいは博物館相当施設でないかぎりは、必ずしも規定されたものではない。また、博物館館長職に学芸員資格は必須ではない。
一方で、国立博物館は博物館法上の登録博物館ではなく指定施設(博物館相当施設)であり、学芸員を置く必要は無いため実際に"学芸員"という役職は存在しない。ただし、学芸業務を遂行する者として研究員、あるいは大学共同利用機関法人が設置する博物館の場合は教授や准教授などの役職が各館に設置される。

## 学芸員となる資格
「学芸員となる資格」（博物館法第5条）は、文部科学省が所管する国家資格でもある。資格習得にあたっては、博物館法が定めるところにより、大学において所定の博物館に関する科目の単位を修得すること（法律・経済系の学部には単位取得可能な講座がないことが多い。文学・教育学部で講習を受ける必要がある）、または、単位修得に相当すると認められる実務経験などによって文部科学省の認定を受けることが必要である。したがって、学芸員の分野は各々の学芸員の専門性によって多岐に渡り、主なところでは「美術史」「考古学」「民俗学」「自然史」「科学」「生物学」「古生物学」「地学」「宇宙・天文学」等がある。

### 学芸員資格認定
博物館法第5条第1項第3号の規定に基づいて文部科学省が実施する学芸員資格認定において認定されれば学芸員の資格を得ることが出来る。
具体的な認定の方法として、試験を受けて合格することで資格を得られる試験認定と、論文などの審査を行い博物館に関する学識や業績があると認められれば資格を得られる無試験認定がある。
試験認定については、受験資格が定められており、受験科目は、博物館学等に関する必須科目と考古学や自然科学史などから選択する選択科目がある。大学等において指定の単位を修めている者は当該科目の受験が免除される。なお、試験に合格しても学芸員補の職に1年以上従事しなければ学芸員となることは出来ず、その場合、効力条件付きの合格証書が交付されることになる。

### 大学等で単位を修得
博物館法第5条第1項第1号には「学士の学位を有する者で、大学において文部科学省令で定める博物館に関する科目の単位を修得したもの」と定められている。つまり、文部科学省令に定められている単位を大学在学中に修得すれば大学卒業と同時に学芸員の資格を得られるのである。
具体的には博物館法施行規則（昭和30年文部省令第24号）に博物館に関する科目が定められている。なお2009年4月に施行規則が一部改正され、2012年4月より科目及び単位に変更が生じる。以下に変更前と変更後の科目と単位について示す。
| 科目                   | 単位   | 単位   |
| 科目                   | 改正前 | 改正後 |
| ---------------------- | ------ | ------ |
| 生涯学習概論           | 1単位  | 2単位  |
| 博物館概論             | 2単位  | 2単位  |
| 博物館経営論           | 1単位  | 2単位  |
| 博物館資料論           | 2単位  | 2単位  |
| 博物館情報論           | 1単位  |        |
| 視聴覚・教育メディア論 | 1単位  |        |
| 博物館情報・メディア論 |        | 2単位  |
| 博物館資料保存論       |        | 2単位  |
| 博物館展示論           |        | 2単位  |
| 博物館教育論           |        | 2単位  |
| 博物館実習（校外）     | 3単位  | 3単位  |
| 教育学概論             | 1単位  |        |
| 合計必要単位           | 12単位 | 19単位 |
改正前の規定では統合科目規定が設置され、「博物館学概論」「博物館経営論」「博物館資料論」「博物館情報論」については4科目を統合した「博物館学」の単位（6単位）をもって、「博物館経営論」「博物館資料論」「博物館情報論」については3科目を統合した「博物館学各論」の単位（4単位）をもってそれぞれ替えることができた。

### 通信教育
大学の通信教育でも資格取得が出来る。スクーリングや博物館実習（校外）が必修である。

### 講習
1952年の博物館法施行に合わせて制定された「博物館法施行規則」（昭和27年文部省令第11号）では、学芸員資格を付与されるためには博物館学芸員講習の受講が定めれられていた。第1回博物館学芸員講習は、1952年7月から10月、東京藝術大学にて開催された。第1回博物館学芸員講習の第1号受講者（同講習受講者名簿の先頭）は、考古学者、歴史学者の赤星直忠である。
早稲田大学で学芸員資格取得の講習（夏季集中講義形式）が開講されていたが、2018年度をもって終了した。

## 学芸員補となる資格
博物館法第6条では「学校教育法（昭和22年法律第26号）第90条第1項の規定により大学に入学することのできる者は、学芸員補となる資格を有する。」と規定されている。すなわち高等学校および中等教育学校を卒業した者や高等学校卒業程度認定試験および大学入学資格検定に合格した者などは学芸員補となる資格を有している。また、2022年の博物館法改正により、短期大学を卒業した短期大学士のうち博物館に関する科目を履修した者は学芸員補の資格を得ることになった。

## 各分野における学芸員
日本各地に多数の公立・私立の博物館が存在する。箱物行政により、建物は比較的容易に建つが、人的な面ではお座なりにされてきた傾向が強かった。さらに、近年の地方公共団体の財政悪化で、老朽化した建物の改築もままならず、人的補充が全くなされない博物館も多く、学芸員資格を有していても博物館に就職するのは常に困難を伴っている。

### 美術分野
美術分野における学芸員は、美術展の企画、所蔵品の選択、ワークショップなどの美術普及活動を行う専門的な職員である。しかし、実際には、人手不足の折、力仕事までこなす「何でも屋」になっているというのが実情という話もよく耳にする。
通常、学芸員には、それぞれ、1つまたは複数の専門の分野があり、その専門分野は、その学芸員が所属している美術館等の企画や収集と極めて密接な関係にある。
たとえば、写真が専門である学芸員がいる美術館では、通常、写真作品の収集に力を入れており、また、写真の企画がなされる可能性も高い。ときどき、「何故、あの美術館であんな写真の企画がなされるのだろうか」と不思議なケースがあるが、それは、その美術館に、写真専門の学芸員がいる、ということがその理由であることが多い。逆に写真を専門とする、または、少なくとも、副次的に写真を専門とする学芸員がいない美術館では、写真の企画はまずなされない。なぜならば、写真を扱える担当者がいない美術館に写真作品を任せられるはずがないからである。
したがって、美術のある分野に興味があり、その分野について「強い」美術館を知るためには、その分野について専門の学芸員を知らねばならない。そして、そのような学芸員が所属している美術館こそ、その分野について「強い」美術館であるということが言える。
しかし、以上のような認識は、専門家か一部の美術ファンにしかないため、学芸員の情報（どの美術館にどの分野を専門とする学芸員が所属しているかという情報）は、通常は存在せず、一般的に知る手段もない。これに関しては、
1. 学芸員は、大学の教授などと異なり、美術館等の所属機関側が、その独立性を認めないことが多く、そういった情報の流布（や美術館等の枠を越えた活動、例えば、評論・出版活動）を妨げている。
2. 学芸員自身が、余計な業務の増加等をおそれて、そういった情報の流布を嫌っている。
3. 学芸員は、タレントや政治家などといった多数の目にさらされる人々とはまったく異なり、そういった情報の流布により、プライバシーの侵害のおそれがあるため、流布がなされない。

というような指摘もある。同じ日本の博物館施設でも、自然史系博物館、歴史系博物館、民俗学系博物館では学芸員の専門に応じた一般向けの講座や児童・生徒向けの教室がしばしば開かれており、そうした講座、教室のテーマ動向などによって学芸員の専門動向を比較的容易に知ることができる。しかし日本の美術系施設では、ワークショップ形式のイベントを取り入れている現代美術系の施設を除くと、そうした情報取得が比較的困難である。
なお、もちろん、国立などの、大きな美術館・博物館であれば、学芸員に相当する専門職員も多く、美術のほとんどの分野をカバーできるはずであるが、学芸員制度を採る私立、公立の美術館でそのような恵まれた施設はまれであろう。

### 歴史分野
歴史分野の学芸員も、多くの博物館では人員不足から少人数で研究活動や収蔵した資料の整理・目録化は勿論のこと、展示の企画、展示物の選定・賃借、図録用の写真撮影、図録や刊行物の執筆・編集、実際の展示まで行っている。
また、歴史分野は狭義の歴史分野（いわゆる文献史学）と考古分野と民俗分野に大きく分けられ、歴史分野はさらに時代別に細分される。一人でこの多分野を網羅できる学芸員はまずいない。そこで、都道府県立級の歴史系博物館では各分野の担当職員を一人ずつ置く場合もあるが、市町村立級の博物館では一人ないしは二人の職員が多分野を担当せざるを得ない。
博物館の専門的職員は博物館法施行規則に定められた要件を満たす学芸員資格の保持者でなければならない。学芸員資格には専門分野ごとの種別はないが、博物館の効果的な運用のためには、その博物館の理念、地域特性、収蔵品の傾向などに適した専門分野の人材を採用することが望ましい。都道府県立の博物館の多くは教育委員会の主管であるが、なかには学芸員の採用試験はおこなわずに、教員として採用された者を一定期間、配属するところもある。この場合、調査研究よりむしろ社会教育的な傾向が強くなる。また、市町村立の博物館では学芸員として採用する場合であっても「一般職に移動する場合がある」という条件が付せられている場合や、学芸員資格保持者を嘱託や臨時職員として雇用している場合もある。

### 植物園・生物分野
生物を主に取り扱う学芸員は、自然界に存在する生物の種の形態形質、分布とそれらの変異幅の物証となる標本の蓄積と管理である。特に、種の記載の基準となるタイプ標本の保管は、タイプ標本を所蔵する博物館の国際的責務となる。博物館は館の方針にもよるが、基本的には大規模な博物館であっても、国際的な記録（インベントリー）事業のほかに，館の設置場所周辺の生物相の標本蓄積を伴っている
こうした基礎業務上、学芸員は何らかの生物群に関する分類学研究者、あるいは分類学のトレーニングをある程度受けた者が就くことが望ましいが、現代日本の大学教育で、分類学研究者の養成体制が弱体化していること、博物館に地域の環境教育の拠点としての機能が強く求められるようになり、そうした専門性を期待できる学芸員が必要とされてきていることなどもあって、同じ野外系生物学の生態学を専攻した者が生物系学芸員の職に就くことも多くなっている。
生態学の専門知識を持つ学芸員には、環境教育の基礎情報となる地域の生態系に関する基礎調査が求められるが、同時にその地域の生態系が地域社会の人間生活と歴史的にいかなる関係を築いてきたかを解明する必要があり、里山研究などの形で人文系学芸員とかなり近接した研究活動を行うことも多くなってきている。

## 博物館法の見直し

### 2010年代までの見直し議論
学芸員資格に関する改正の議論が、文部科学省の「これからの博物館の在り方に関する検討協力者会議」（2006年立ち上げ）により行われ、次のような趣旨の改正案が作成された。
- 現行の学芸員の『学芸員補』への格下げ
- 新制度による学芸員の資格
  - 登録博物館における5年以上の学芸員補の経験
  - 学芸員補＋博物館に関する専門的科目の取得＋修士
  - 国家試験
- 上級学芸員
  - 登録博物館において10年以上の学芸員の経験＋実績＋研修＋国家試験、及び取得後定期的に研修等を受講

しかし、案は棚上げされ、2012年現在で実現の見通しは立っていなかった。

### 2017年の山本大臣発言
2017年4月、滋賀県主催の地方創生セミナーにおいて、博物館を含む文化財などを観光資源にしようと考える山本幸三地方創生担当大臣（第3次安倍第2次改造内閣）が、それを妨げる存在として「学芸員はガンだ」との主旨の発言をし、「学芸員の価値を理解していない。」「学芸員の仕事には観光振興は含まれない。」など、博物館などの関係者から猛反発を受ける事態が生じた。これについて山本は毎日新聞の取材に対し、例えば京都の二条城ではかつて英語の紹介すらなかったし、文化財などで観光客、特にインバウンド（訪日外国人）向けのパフォーマンスをしようとすると学芸員が反対する、観光立国を目指すなら学芸員も観光マインドを持って説明やパフォーマンスをする、プロだけの仕事ではないと理解してもらうことが大事と述べ、全員をクビにするのは少し言い過ぎだがイギリスのロンドンでは実際にそういうことが起こったとも説明した。これに先立つ同年3月9日の参議院内閣委員会において、公明党の西田実仁に対する答弁の中でも、（2012年の）ロンドンオリンピックの時に行った文化プログラムに際し、大英博物館の壁を取り払うなどの改造に一番抵抗をしたのが学芸員で、「観光マインドがない学芸員は全部首にした」ので「大英博物館を始め大変な観光客が継続して続くようになりまして、オリンピック終わってもにぎやかさを保っている」と語っていた。
しかし、山本は翌日の4月17日に上記の発言を撤回して陳謝した。さらに、ハフィントンポストの取材に対して大英博物館の担当者が大改装や学芸員の解雇は行っていないと述べた後、4月21日に山本は自らに事実誤認があったと釈明した。

### 2022年の博物館法改正
2017年には文化芸術基本法が成立し、観光、まちづくり、国際交流、福祉などの関連分野での政策を取り込みながら文化芸術が生み出す価値をその継承や発展につなげる好循環の創出が含まれた。2018年6月、第4次安倍内閣が提出した文部科学省設置法改正法が成立して博物館の所管官庁が同省外局の文化庁に統合された。
これを受け、文部科学省文化審議会は今後の博物館に関するあり方を審議し、2021年12月20日に答申を提出した。これを受け、第2次岸田内閣は博物館法改正法案（第208回国会閣法31号）を提出し、2022年3月24日に衆議院、4月7日に参議院で可決され成立し、4月15日に公布されて、2023年4月1日からの施行が決まった（令和4年法律第15号）。その中では博物館事業へのデジタルアーカイブ追加、他の博物館との連携、地域の多様な主体と連携協力した文化観光などの地域活性化への取り組みなどが含まれたほか、上記の通り、関連科目を履修した短期大学士にも学芸員補の資格を与えることになった。